# François de Rougemont

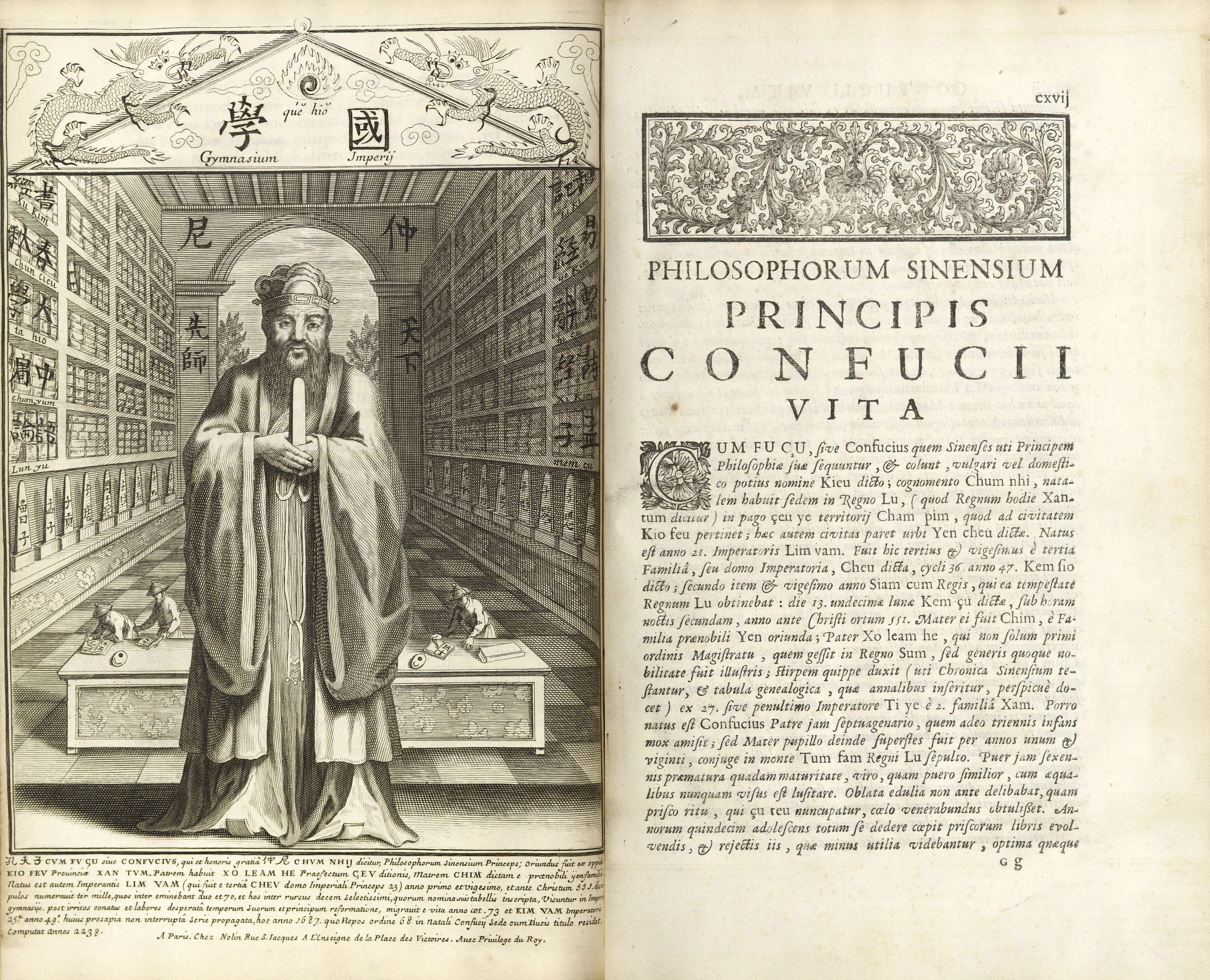
Edició del 1687 en llatí del "Confucius Sinarum"

François de Rougemont (Maastricht 1624 - Hangzhou 1676) fou un jesuïta flamenc, missioner a la Xina durant el principi de la dinastia Qing.

## Biografia
Va néixer a Maastricht, Països Baixos, el 2 d'agost de 1624. Va ingressar al noviciat de Malines de la Companyia de Jesús el 29 de setembre de 1641.
En la seva ultima etapa al noviciat dels jesuïtes va coincidir amb Philippe Couplet i Ferdinand Verbiest ; l'amistat entre els tres jesuïtes va esdevenir un element important per la seva futura actuació com a missioners a la Xina.
Va ensenyar humanitats i retòrica durant sis anys a Bèlgica, i va fer els seus estudis sacerdots a Lovaina.
El 30 de març de 1656 va viatjar amb altres jesuïtes, entre ells Philippe Couplet cap a Macau a on van arribar el juliol de 1658
Al arribar a la Xina va ser enviat a Hangzhou, província de Zhejiang per estudiar xinès sota les ordres de Martino Martini, i després a la província de Jiangsu.
El 1667, Rougemont va dirigir un memorial al Juan Pablo Oliva, general dels jesuïtes, a favor d'un clergue xinès per poder llegir el breviari i dir la missa en xinès.
Rougemont amb el francès Philippe Couplet, l'austríac Christian Herdtrich i l'italià Prospero Intorcetta en un treball iniciat pel jesuïta portuguès Inácio da Costa, va ser un els primers traductors del xinès al llatí dels Analectes de Confuci: ”Confucius Sinarum Philosophus, sive scientia sinensis latine exposita" .
També va escriure una sèrie de llibres pastorals en xinès, incloent catecismes per a neòfits, refutacions del paganisme, elements essencials per entrar a l'Església i cançoners. La seva principal obra és "Historia Tartaro-Sinica nova" , escrita durant l'exili a Canton.
Va morir a Hangzhou el 6 de novembre de 1676.